# Ciudad Sabinas
Ciudad Sabinas är en ort i Mexiko.   Den ligger i kommunen Sabinas och delstaten Coahuila, i den centrala delen av landet, 1 000 km norr om huvudstaden Mexico City. Ciudad Sabinas ligger 342 meter över havet och antalet invånare är 49 199.
Terrängen runt Ciudad Sabinas är platt. Runt Ciudad Sabinas är det mycket glesbefolkat, med 5 invånare per kvadratkilometer. Ciudad Sabinas är det största samhället i trakten. Trakten runt Ciudad Sabinas består i huvudsak av gräsmarker.